# Saniya Ghouma
Saniya Abu Al Qasim Ghouma (née le 22 décembre 1970 à Tripoli) est une femme politique libyenne.

## Biographie
Saniya Abu Al Qasim Ghouma naît le 22 décembre 1970 à Tripoli dans une famille sunnite et amazighe originaire d'Ifrane. Son oncle est le militant berbère Suleiman Kagam, docteur et membre du Congrès national de la région de Yafran.
Elle obtient une licence en économie et sciences politiques à l'université Al-Fateh, devenue université de Tripoli, puis une maîtrise en évaluation de la performance à l'université d'Omdurman, au Soudan.
En 2012, elle fait partie des membres fondateurs du l'Alliance des forces nationales,. En 2019, elle en dirige le bureau des affaires féminines.
En 2017, elle devient chargée d'affaires à l'ambassade de Libye à Mascate. Le 16 septembre 2019, Saniya Ghouma devient ambassadrice de Libye à Oman, un premier poste d'ambassadeur dans le pays, qui marque la reprise des relations diplomatiques des deux pays après une longue crise due à la première guerre civile libyenne. Elle quitte son poste en mai 2023,. Pendant qu'elle est ambassadrice, les relations diplomatiques et commerciales sont positives entre la Libye et Oman ; en 2020, la banque centrale de Libye ouvre sa première succursale étrangère à Oman. Une ligne d'avion directe est également ouverte entre Tripoli et Mascate.